# Regions.ru
Regions.ru («Новости Федерации», «Россия. Регионы») — российское интернет-издание, основанное в 1999 году. Публикует информацию общественно-политической тематики о жизни российских регионов. С 2023 года издается на базе ГАУ МО Издательский дом "Подмосковье". 

## Награды
- Диплом Союза журналистов Москвы за освещение деятельности Совета Федерации России;
- Диплом Федерального агентства по печати и массовым коммуникациям за реализацию проекта «Прямой диалог»;
- Диплом Администрации и Правительства Чеченской Республики за объективность в освещении деятельности руководства ЧР.
- Диплом Совета Федерации ФС РФ за вклад в популяризацию идей парламентаризма, а также за освещение законодательной деятельности Совета Федерации.